# Ястребовка (Черноморский район)
Ястребовка (укр. Яструбівка, крымскотат. Yastrebovka, Ястребовка) — исчезнувшее село в Черноморском районе Республики Крым, располагавшееся на юго-востоке района, у современной автодороги 35Н-604 Красносельское — Громово, примерно в 2,3 км к северо-востоку от села Окунёвка.
Впервые в исторических документах Ястребовка встречается в Статистическом справочнике Таврической губернии. Ч.II-я. Статистический очерк, выпуск пятый Евпаторийский уезд, 1915 год, согласно которому на хуторе Ястребовка Кунанской волости Евпаторийского уезда числился 1 двор с русским населением в количестве 7 человек приписных жителей и 7 — «посторонних». После установления в Крыму Советской власти, по постановлению Крымревкома от 8 января 1921 года № 206 «Об изменении административных границ» была упразднена волостная система и образован Евпаторийский уезд, в котором создан Ак-Мечетский район и село вошло в его состав, а в 1922 году уезды получили название округов. Ястребовка, как малое селение — менее 10 дворов, обозначена на картах Крымского Центрального Статистического Управления 1922 года и 1924 года, но уже в материалах Всесоюзной переписи 17 декабря 1926 года селение не значится.